# NGC 2952
NGC 2952 је спирална галаксија у сазвежђу Хидра која се налази на NGC листи објеката дубоког неба.
Деклинација објекта је - 10° 11' 4" а ректасцензија 9h 37m 37,1s. Привидна величина (магнитуда) објекта NGC 2952 износи 14,5 а фотографска магнитуда 15,1.